# Алёхин, Валентин Павлович
Валентин Павлович Алёхин — российский учёный в области материаловедения, доктор физико-математических наук, профессор, заслуженный деятель науки РФ (1998).

## Биография
Родился 15.09.1938 в Сибири.
Окончил МВТУ им. Баумана.
С 1962 г. работал в Лаборатории № 16 «Плазменные процессы в металлургии и обработке материалов» Института металлургии и материаловедения им. А. А. Байкова АН СССР. В 1981 г. после её расширения возглавил одно из новых подразделений — Лабораторию физикохимии поверхности и ультрадисперсных порошковых материалов (в составе Отдела порошковой металлургии, композиционных материалов и защитных покрытий).
С 1980-х гг. сначала по совместительству, потом по основной работе преподавал в МГИУ — Московском государственном индустриальном университете: заведующий кафедрой технической физики, профессор кафедры материаловедения и нанотехнологий, декан факультета, директор НИИ «Перспективные материалы и нанотехнологии» при МГИУ.

## Научная деятельность
Научные интересы: физикохимия поверхности, физическое материаловедение, физика прочности и пластичности поверхностных слоев материалов.
Доктор физико-математических наук, профессор. Соавтор научного открытия (Ткаченко В. И., Юпенков В. А. к.т. н., Крикун Ю. А. к.т. н., Рябовол А. А. д.т. н., Артемьев В. А. к.ф.-м.н., Алехин В. П. д.ф.-м.н.):
- Явление аномального ослабления рентгеновского излучения ультрадисперсными средами (Заявка на открытие № А-006 от 29 марта 1993 г.). Экспериментально установлено неизвестное ранее явление аномального ослабления рентгеновского излучения ультрадисперсными средами, заключающееся в том, что при взаимодействии рентгеновского излучения со средами, содержащими ультрадисперсные частицы, происходит изменение ослабления интенсивности рентгеновского излучения.

Среди его учеников — Михаил Иванович Алымов, член-корр. РАН, директор Института макрокинетики РАН.

## Научные труды

### Диссертации
- Низкотемпературная пластическая деформация поверхности монокристаллического кремния при сосредоточенном нагружении : дис. ... канд. физ.-мат. наук : 01.00.00. — Москва, 1967. — 162 с.
- Физические закономерности микропластической деформации и разрушения поверхностных слоев твердого тела : дис. ... докт. физ.-мат. наук : 01.04.07. — Москва, 1978. — 343 с. + Прил. (354 с., 1 бр.).

### Сочинения
- Особенности микропластического течения в приповерхностных слоях материалов и их влияние на общий процесс макропластической деформации  / В. П. Алехин, М. Х. Шоршоров. — Москва : [б. и.], 1973. — 81 с.; — (Препринт/ АН СССР. Ин-т металлургии им. А. А. Байкова; № 1).
- Физико-химические основы детонационно-газового напыления покрытий / М. Х. Шоршоров. - Москва : Наука, 1978. - 224 с.
- Волокнистые композиционные материалы с металлической матрицей / М. Х. Шоршоров, А. И. Колпашников, В. И. Костиков и др.; Под ред. М. Х. Шоршорова. - Москва : Машиностроение, 1981. - 268 с.
- Клинопрессовая сварка давлением разнородных металлов / М. Х. Шоршоров, В. А. Колесниченко, В. П. Алехин. - Москва : Металлургия, 1982. - 112 с.
- Физика прочности и пластичности поверхностных слоев материалов / В. П. Алехин. — М. : Наука, 1983. — 280 с.
- Испытание материалов непрерывным вдавливанием индентора / С. И. Булычев, В. П. Алехин. — М. : Машиностроение, 1990. — 223 с.; ISBN 5-217-00842-3.
- Структура и физические закономерности деформации аморфных сплавов / В. П. Алехин, В. А. Хоник. — М. : Металлургия, 1992. — 248 с.; ISBN 5-229-00900-4
- Теория неравновесной кристаллизации плоского слитка / М. Х. Шоршоров, А. И. Манохин; Рос. АН, Ин-т металлургии им. А. А. Байкова. - Москва : Наука, 1992. - 111 с.; ISBN 5-02-001595-4
- Физические закономерности деформации поверхностных слоев материалов : монография / В. П. Алехин, О. В. Алехин ; Московский гос. индустриальный ун-т. — Москва : Изд-во МГИУ, 2011. — 455 с.; ISBN 978-5-2760-1914-7
- и др.

## Награды и звания
- Заслуженный деятель науки РФ (1998).